# Війна з дідусем
«Війна з дідусем» (англ. The War with Grandpa) — сімейна кінокомедія, знята на основі однойменної книги американського дитячого письменника Роберта Кіммела Сміта. Головні ролі в фільмі виконали Роберт де Ніро, Крістофер Вокен, Оакс Фіглі.

## У ролях
| Актор           | Роль   |
| --------------- | ------ |
| Роберт де Ніро  | Ед     |
| Оакс Фіглі      | Пітер  |
| Ума Турман      | Саллі  |
| Роб Ріґґл       | Артур  |
| Лора Марано     | Міа    |
| Чіч Марін       | Денні  |
| Крістофер Вокен | Джеррі |
| Джейн Сеймур    | Діана  |
| Колін Форд      | Рассел |

## Створення фільму

### Виробництво
Зйомки фільму мали проходити в Торонто, але були перенесені в Атланту, Джорджія, де вони й почались 2 травня 2017 року та тривали близько шести тижнів.

### Знімальна група
- Кінорежисер — Тім Гілл
- Сценаристи — Ліза Аддаріо, Джо Сірак'юс, Том Дж. Астл, Метт Ембер, Дейв Джонсон
- Кінопродюсери — Філіп Глассер, Марвін Перт, Роза Морріс Перт
- Кінооператор — Грег Гардінер
- Кіномонтаж — Пітер С. Елліот, Крейг Геррінг
- Композитор — Крістофер Леннерц
- Художник-постановник — Джон Коллінз
- Артдиректор — Джастін О'Ніл Міллер
- Художник по костюмах — Крістофер Гаргадон
- Підбір акторів — Роу Бейкер[6].